# Józef Herkner
Józef Herkner (ur. 28 września 1802 w Poznaniu, zm. 9 września 1864 w Warszawie) – polski medalier, litograf i ilustrator.

## Życiorys
Urodził się 28 września 1802 w Poznaniu w rodzinie rzemieślniczej Józefa i Józefy z d. Griger. W rodzinnym mieście ukończył szkoły podstawowe, a następnie Wydział Nauk i Sztuk Pięknych Królewskiego Uniwersytetu Warszawskiego.
W 1827 został zatrudniony w Mennicy Warszawskiej i pracował do 1856 jako starszy grawer w medalierni. Rzeźbił medale okolicznościowe – pamiątki chrztu, medal ku czci Józefa Elsnera, medal z popiersiem Januarego Suchodolskiego. W 1827 założył w Warszawie na pl. Teatralnym warsztat litograficzny. Współpracował z redakcją „Dziennika Politechnicznego”, wyspecjalizował się w litografii atlasów geograficznych.
Zachowały się i znajdują się w zbiorach Muzeum Narodowego w Warszawie jego ilustracje do książek, portrety, mapy i medale. W jego zakładzie odbito Wzory i naukę rysunku (1841) J.F. Piwarskiego, ilustracje Pamiętnika sceny warszawskiej (1840) przedstawiające portrety tancerek teatrów warszawskich autorstwa B. Dąbrowskiego, W. Kasprzyckiego i A.Piwarskiego. Tłoczono tu również mapy królestwa polskiego, imperium rosyjskiego oraz atlas zawierający 88 map.
Żonaty był trzykrotnie, z pierwszą żoną Antoniną Małgorzatą z d Rozwadowską h. Rogala miał dwóch synów (Władysław, Ludwik) i córkę Józefę. Młodszy syn Ludwik przejął po śmierci ojca zakład litograficzny, starszy miał uzdolnienia malarskie i swoje prace wystawiał w warszawskiej Zachęcie. Drugą żoną była Maria Józefata Palicka, z trzecią – Zofią Górską miał dwie córki: Zofię i Marię Barbarę.
Zmarł 9 września 1864 w Warszawie.